# Vương Thu Phương
Vương Thu Phương (sinh năm 1991 tại Hải Phòng) là một siêu mẫu và diễn viên điện ảnh Việt Nam. Cô từng đoạt giải vàng Siêu mẫu Việt Nam 2011.

## Tiểu sử
- Cô từng là một vận động viên bóng chuyền chuyên nghiệp[12][13], từng tham gia người mẫu tại New Talent Hà Nội.[14][15]
- Năm 2010, cô kết hôn với một nhiếp ảnh gia quê Hải Dương (không đăng ký kết hôn[16]) nhưng cuộc hôn nhân không hạnh phúc, cô đã ly hôn chồng và vào thành phố Hồ Chí Minh lập nghiệp.[17][18]
- Cô lọt Top 12 và đoạt giải phụ Siêu mẫu ăn ảnh tại cuộc thi Siêu mẫu Việt Nam 2010. Sau đó, cô trở lại và đoạt Giải Vàng Siêu mẫu Việt Nam 2011 khi đang là sinh viên Đại học Hồng Bàng, TPHCM.[19][20]
- Cô đăng ký thi Hoa hậu Việt Nam 2012 và có mặt trong Top 40 thí sinh tham gia vòng chung kết nhưng bị loại vì ban tổ chức phát hiện cô không trung thực khi giấu chuyện đã kết hôn.[21][22][23][24][25]
- Năm 2016, cô tham gia phim White Valentine của đạo diễn Hồng Ngân đóng vai đồng tính nữ.[26][27][28][29][30]
- Vương Thu Phương từng tham gia vai trò giám khảo casting người mẫu cho hai cuộc thi Miss Parkson năm 2011 và Angel Night năm 2018.[31][32]
- Vương Thu Phương hiện sống cùng gia đình và mở quán ăn Cốm Mộc Express chuyên ẩm thực miền bắc tại TPHCM.[33]
- Vương Thu Phương hiện đã giải nghệ không còn theo nghệ thuật[34], cô thỉnh thoảng ăn chay và thiền. Ngoài ra cô cũng thích đọc sách.[35]
- * Năm 2025, Vương Thu Phương tái xuất với vai trò giám khảo chính của cuộc thi Teen Model 2025.[36]Cô cũng cùng gia đình mở thêm một hệ thống quán trà Bắc.[37]

## Giải thưởng
- Siêu mẫu ăn ảnh cuộc thi Siêu mẫu Việt Nam 2010[38][39]
- Giải vàng Siêu mẫu Việt Nam 2011[40][41]